# Place-des-Arts (Metro Montreal)

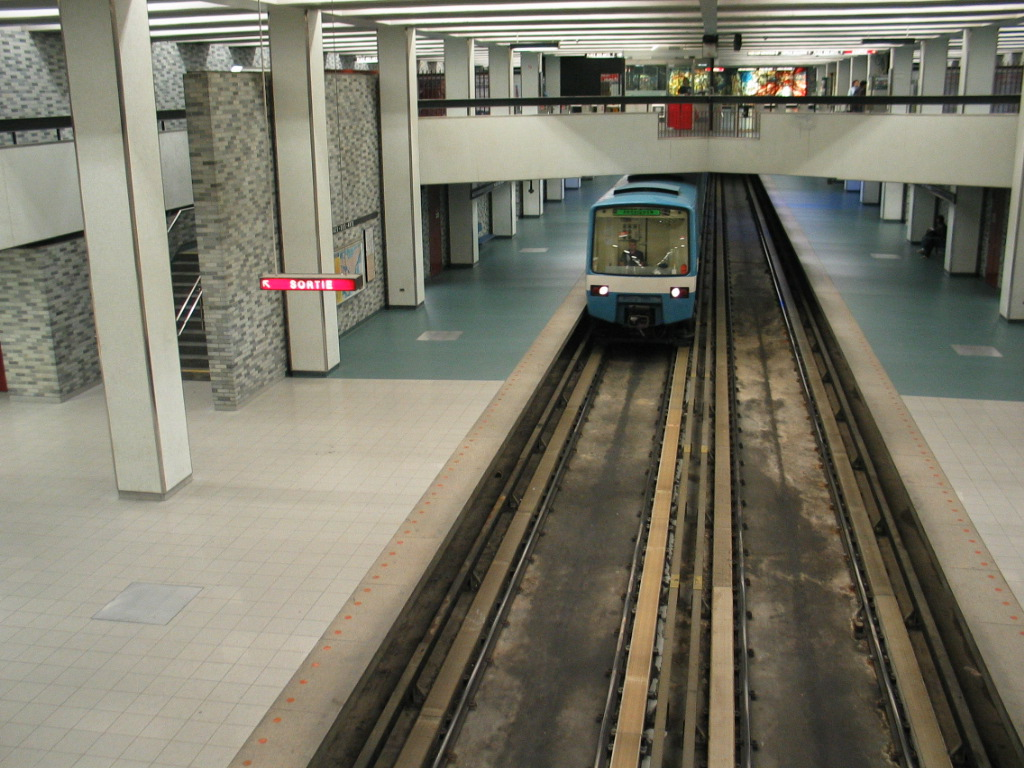
Blick auf die Bahnsteige

Place-des-Arts ist eine U-Bahn-Station in Montreal. Sie befindet sich im Arrondissement Ville-Marie an der Kreuzung von Boulevard De Maisonneuve und Rue Jeanne-Mance. Hier verkehren Züge der grünen Linie 1. Im Jahr 2019 nutzten 8.145.797 Fahrgäste die Station; dies entspricht dem 8. Rang unter den insgesamt 68 Stationen der Metro Montreal.

## Bauwerk

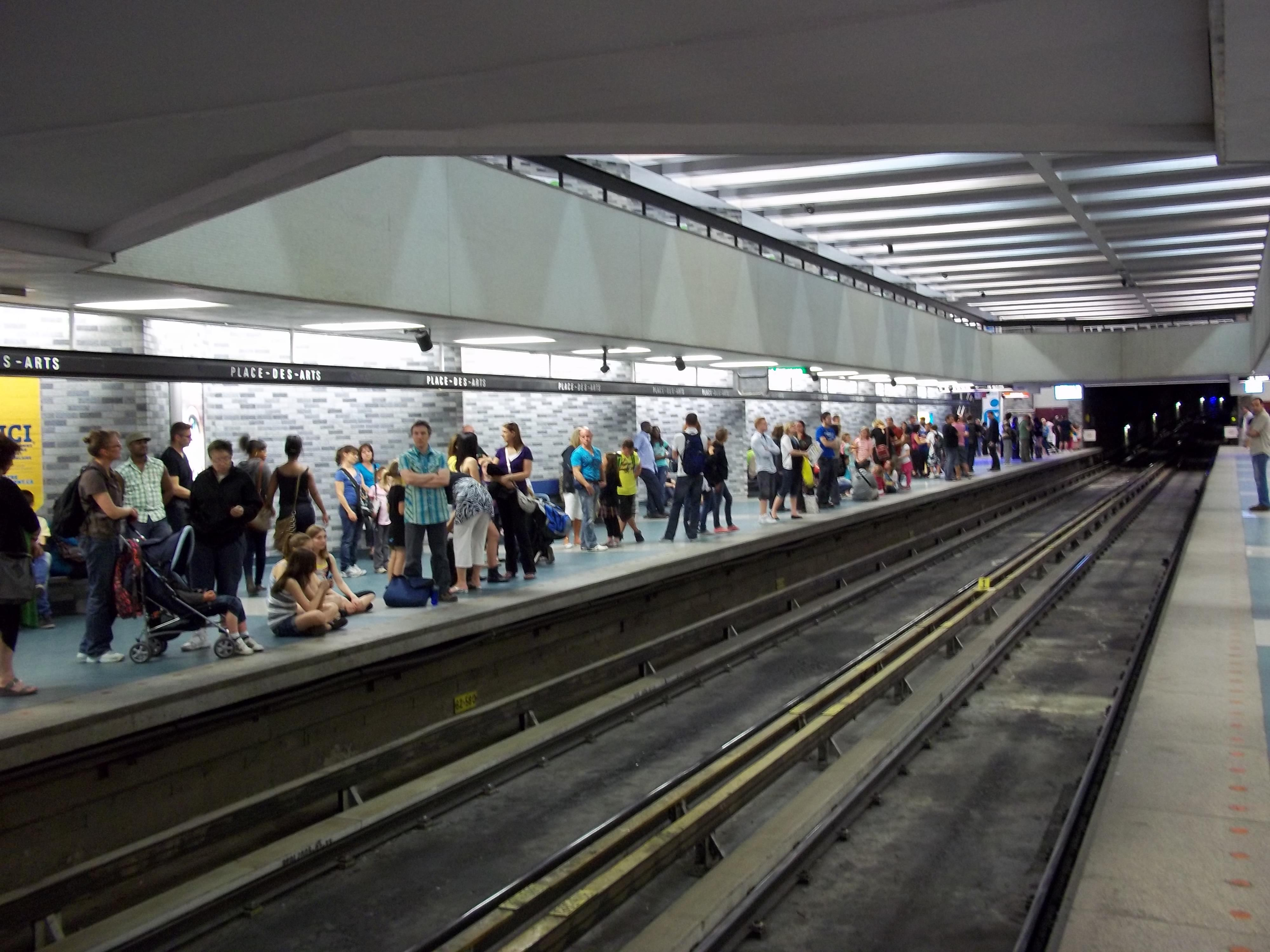
Wartende Fahrgäste

Die vom Architekturbüro David, Boulva et Clève entworfene Station entstand in offener Bauweise unter dem Boulevard De Maisonneuve. Sie besitzt zwei brückenartig konstruierte Verteilerebenen an beiden Enden, die entlang der Seitenwände durch zwei Fußgängerstege miteinander verbunden sind. Die Wände sind zickzackförmig angeordnet und mit hellblauen Ziegeln verkleidet. Während die kleinere Verteilerebene im Südwesten zu zwei Ausgängen an der Rue De Bleury führt, stellt die größere nordöstliche Verteilerebene die Verbindung zu Gebäuden der Université du Québec à Montréal (UQAM) und zum Kulturzentrum Place des Arts her. Die Bahnsteigebene in 11,6 Metern Tiefe besitzt zwei Seitenbahnsteigen. Die Entfernungen zu den benachbarten Stationen, jeweils von Stationsende zu Stationsanfang gemessen, betragen 345,69 Meter bis McGill und 354,38 Meter bis Saint-Laurent.
Es bestehen Anschlüsse zu zwei Buslinien und drei Nachtbuslinien der Société de transport de Montréal. Die Station Place-des-Arts ist in die weitläufige Montrealer Untergrundstadt integriert. Unterirdisch zugänglich sind neben dem Kulturzentrum Place des Arts auch mehrere Gebäude der UQAM, der Wolkenkratzer Complexe Desjardins und das Édifice Hydro-Québec (Hauptsitz des Energieversorgungsunternehmens Hydro-Québec). Ebenfalls unterirdisch zu Fuß erreichbar ist die Metrostation Place-d’Armes. Weitere Sehenswürdigkeiten in der Nähe sind das Théâtre du Nouveau Monde und das Gesù-Theater sowie weitere Veranstaltungsorte im so genannten Quartier des Spectacles.

## Kunst
In der Station Place-des-Arts wurde am 20. Dezember 1967 das erste Kunstwerk im Streckennetz der Metro Montreal enthüllt. Es geht auf eine Sponsoringaktion der Supermarktkette Steinberg’s zurück. Das über 13 Meter lange Wandbild L’Histoire de la musique à Montréal von Frédéric Back besteht aus Hunderten von beschichteten Glasteilen, die von 105 Leuchtröhren beleuchtet und von einer Tonne Stahl getragen werden. Dargestellt wird die Geschichte der Musik in Montreal, vom ersten Konzert, das Jacques Cartier im Jahr 1535 für die Ureinwohner organisierte, bis hin zur zeitgenössischen experimentellen Musik. Erkennbar sind die Komponisten Calixa Lavallée, Guillaume Couture und Alexis Contant sowie die Sopranistin Emma Albani. Der Schweizer Lichtkünstler Axel Morgenthaler nahm 2008 eine komplette Erneuerung der Beleuchtung vor.
2005 installierte Saskia Siebrand ein Wandmosaik aus handgefertigter glasierter Keramik. Das ornamentale Werk enthält Ziegel in über 300 verschiedenen Farben und verdeckt einen Technikraum über den Gleisen.

## Geschichte
Die Eröffnung der Station erfolgte am 14. Februar 1966, zusammen mit dem Teilstück zwischen Atwater und Papineau. Place-des-Arts gehört somit zum Grundnetz der Montrealer Metro. Namensgeber der Station ist das 1963 eröffnete Kulturzentrum Place des Arts, das sechs Veranstaltungshallen und ein Kunstmuseum umfasst.